# 엠넷의 텔레비전 프로그램 목록

다음은 엠넷에서 방송된 텔레비전 프로그램을 방송된 순서로 나열한 목록이다.
- 2001년 2월부터 음악프로그램 방송 프로그램 등급제 의무 시행
- 2011년 3월부터 KT의 올레TV 라이브를 비롯한, SK브로드밴드의 Btv 등 통신 3사의 실시간 IPTV 서비스 채널 송출 개시

- 표기 방식
  - 장르 프로그램 제목 (방송 기간)

- 장르 구분

| S  | 보도 · 시사        |
| I  | 교양               |
| DO | 다큐멘터리         |
| V  | 연예 · 오락 · 예능 |
| M  | 음악               |
| Q  | 퀴즈               |
| DR | 국내 드라마        |
| F  | 외화 드라마        |
| AN | 만화 · 애니메이션  |

## ㄱ
- M 꿈꾸는 사람들 (1995년)
- MV 가요발전소 2000 (1999년 ~ 2000년)
- MV 가요발전소  (2000년 ~ 2003년)
- M 가요베스트 27  (1995년 ~ 2003년)
- M 가요베스트  (2003년 ~ 2004년 7월 17일)
- M 강다니엘 컴백쇼 CYAN (2020년 3월 24일)
- M 굿모닝 엠넷  (2000년 ~ 2003년)
- M 굿모닝 선데이 (1998년 ~ 2000년)
- M 가온차트 뮤직 어워드 HD (2017년 2월 22일 ~ 2018년 2월 14일)
- M 그래미 어워드 HD (2000년 ~ 2018년 1월 28일)[1]
- M 가요최전선  (2000년 ~ 2001년) [Non-Stop]
- M 가요만사성  (2002년 ~ 2004년) [Non-Stop]
- M 가요모닝콜  (2002년 ~ 2004년) [Non-Stop]
- M 고고씽  HD [Non-Stop]
- M 가요특급  (2000년 ~ 2001년) [Non-Stop]
- M 격돌! 뮤비 서바이벌  (2004년 ~ 2007년) [Non-Stop]
- M 거치면 흥하리 HD (2021년 6월 23일 ~ 현재)
- M 걸스 나잇 아웃 HD (2023년 3월 27일 ~ 현재)
- MV 골든탬버린 HD (2016년 12월 15일 ~ 2017년 2월 23일)
- MV 고등래퍼 HD (2017년 2월 10일 ~ 2017년 3월 31일)
- MV 고등래퍼 2 HD (2018년 2월 23일 ~ 2018년 4월 13일)
- MV 고등래퍼 3 HD (2019년 2월22일
- V 꽃미남 아롱사태  (2007년 12월 26일 ~ 2008년 2월 20일)
- V 꿈꾸는 광고제작소 HD (2012년 6월 12일 ~ 2012년 7월 24일)
- V 꿀벌소녀대 Ladybees HD (2016년 4월 16일 ~ 2016년 7월 2일)
- V 그는 당신에게 반하지 않았다  (2010년 6월 25일 ~ 2011년 2월 25일)
- V 김수로의 명문대 특별반  (2010년 8월 19일 ~ 2010년 9월 16일)
- V 김아중의 선물  (2010년 1월 13일 ~ 2010년 2월 16일)
- DO 구CINE

## ㄴ
- M 노래 흐르는 밤에 (1995년)
- MV 너의 목소리가 보여 HD (2015년 2월 26일 ~ 2015년 5월 14일)
- MV 너의 목소리가 보여 2 HD (2015년 10월 22일 ~ 2016년 1월 21일)
- MV 너의 목소리가 보여 3 HD (2016년 6월 30일 ~ 2016년 9월 15일)
- MV 너의 목소리가 보여 4 HD (2017년 3월 2일 ~ 2017년 7월 6일)
- MV 너의 목소리가 보여 5 HD (2018년 1월 26일 ~ 2018년 4월 27일)
- MV 너의 목소리가 보여 6 HD (2019년 1월 18일 ~ 2019년 4월 12일)
- MV 너의 목소리가 보여 7 HD (2020년 1월 17일 ~ 2020년 4월 3일)
- MV 너의 목소리가 보여 8 HD (2021년 1월 29일 ~ 2021년 4월 16일)
- MV 너의 목소리가 보여 9 HD (2022년 1월 29일 ~ 2022년 4월 16일)
- MV 너의 목소리가 보여 10 HD (2023년 3월 22일 ~ 2023년 5월 10일)
- V 너희가 힙합을 아느냐  HD (2020년 2월 28일 ~ 2020년 4월 24일)
- MV 네이처의 내추럴 리얼리티-기분 좋게 해드릴게요 HD (2019년 5월 31일 ~ 2019년 7월 5일)
- V 나와 일곱 남자들의 이야기 미.칠.남 HD (2016년 8월 30일 ~ 2016년 11월 1일)
- V 나는 챔프다 (2000년)
- V 내 안의 발라드  HD (2020년 2월 21일 ~ 2020년 4월 24일)
- DR 눈덩이 프로젝트  HD (2017년 7월 4일 ~ 2017년 9월 19일)
- V 니가 알던 내가 아냐 (2018년 12월 20일 ~ 2019년 1월 24일)
- V 니가 알던 내가 아냐 V2 (2019년 6월 27일 ~ 2019년 8월 15일)

## ㄷ
- DR 더 러버 HD (2015년 4월 2일 ~ 2015년 6월 25일)
- M 더 마스터 - 음악의 공존  (2017년 11월 10일 ~ 2018년 1월 19일)
- M 더 콜  (2018년 5월 4일 ~ 2018년 6월 29일)
- M 더 콜2  (2019년 7월 5일 ~ 2019년 9월 6일)
- M 더 꼰대 라이브  (2018년 9월 28일 ~ 2018년 11월 2일)
- M 댄스탐험대  (1997년 ~ 2002년 3월 26일)
- M 닥터노의 즐길거리  (2004년 ~ 2005년)
- M 딩가딩가  (2002년 ~ ?) [Non-Stop]
- V 댄싱9 HD (2013년 7월 20일 ~ 2013년 10월 5일)
- V 댄싱9 2 HD (2014년 6월 13일 ~ 2014년 8월 15일)
- V 댄싱9 3 HD (2015년 4월 3일 ~ 2015년 6월 5일)
- V 달마시안의 매니저 파업시대  (2010년 9월 7일 ~ 2010년 11월 9일)
- V 디스이즈 인피니트  HD (2014년 2월 6일 ~ 2014년 3월 27일)
- V 다섯 남자와 아기천사  (2008년 3월 26일 ~ 2008년 6월 25일)
- V 對 동경소녀  (2009년 5월 22일 ~ 2009년 7월 10일)
- V 더 아찔한 소개팅  HD (2014년 1월 1일 ~ 2012년 4월 24일)
- V 뜨거운 순간 엑소  HD (2014년 5월 9일 ~ 2014년 5월 30일)
- V 디스 이즈 인피니트  HD (2014년 2월 6일 ~ 2014년 3월 27일)
- V 드림서바이벌 Scout  (2006년 7월 31일 ~ 2006년 9월 4일)
- V 드림서바이벌 Scout 2  (2006년 10월 9일 ~ 2006년 11월 13일)
- V 디렉터스 컷  (2009년 10월 14일 ~ 2010년 1월 18일)
- V 디렉터스 컷 시즌2  (2011년 2월 11일 ~ 2011년 7월 1일)

## ㄹ
- V 러브캐처  HD (2018년 7월 11일 ~ 2018년 8월 29일)
- V 러브캐처 2  HD (2019년 8월 22일 ~ 2019년 10월 10일)
- M 리듬천국 (1997년 ~ 2000년)
- V 리얼뷰티 선언  (2006년 10월 17일 ~ 2007년 1월 2일)
- M 레전드 오브  HD (2008년 9월 13일 ~ 2012년 5월 1일)
- V 서인영의 론치 마이 라이프  HD (2011년 2월 24일 ~ 2011년 3월 17일)
- V 유아인의 론치 마이 라이프  HD (2011년 3월 24일 ~ 2011년 4월 14일)
- V 레인 이펙트  HD (2013년 12월 19일 ~ 2014년 1월 23일)
- V 랜선친구 I.O.I HD (2016년 7월 8일 ~ 2016년 8월 5일)

## ㅁ
- DR 몬스타 HD (2013년 5월 17일 ~ 2013년 8월 2일)
- DR 미미 HD (2014년 2월 21일 ~ 2014년 3월 14일)
- M 마담 B 살롱   (2008년 9월 13일 ~ 2008년 12월 7일)
- M 뮤직 핫라인 (1995년 ~ 1997년)
- M 뮤직 플러스 (1995년 ~ 1996년)
- MDO  뮤직 파일 (1996년 ~ 1998년)
- M 뮤딕[Mu:Dic]  HD (2012년 5월 9일 ~ 2012년 12월 17일)
- M 문희준 99.8    (2004년 7월 19일 ~ 2004년 11월 8일)
- M 믹스 테이프  HD (2016년 12월 23일 ~ 2016년 12월 30일)
- M 뮤직타워  (2004년 4월 19일 ~ 2004년 11월 9일)
- M 뮤직마트 (1997년 ~ 2000년) [Non-Stop]
- V 문희준의 순결한 15+  HD (2014년 4월 16일 ~ 2015년 2월 11일)
- V 미스터리추적6    (2006년 3월 30일 ~ 2006년 5월 4일)
- V 미소년 합숙 대소동    (2006년 5월 29일 ~ 2006년 7월 17일)

## ㅂ
- M 비디오 타임머신  (1998년 ~ 2002년) [Non-Stop]
- M 비디오 쥬크박스 (1999년 ~ 2000년)
- M 비키의 막강 생밤  (2002년 7월 15일 ~ 2003년 7월 10일)
- V 보이스 코리아 HD (2012년 2월 10일 ~ 2012년 5월 11일)
- V 보이스 코리아 2 HD (2013년 2월 22일 ~ 2013년 5월 31일)
- V 보이스 코리아 2 NO CUT  HD
- V 보이스 코리아 2 스페셜 에디션  HD
- V 보이스 코리아 2020 HD (2020년 5월 29일 ~ 2020년 7월 10일)
- V 발칙한 인터뷰 4가지쇼 HD (2014년 4월 15일 ~ 2014년 8월 26일)
- V 봄여름가을겨울의 숲  HD (2013년 5월 15일 ~ 2013년 12월 11일)
- V 블락비의 개판 5분전  HD (2014년 4월 10일 ~ 2014년 4월 3일)
- V 박태환 & 소녀시대의 소박한 카페
- V 별을 노래하다  HD (2011년 7월 15일 ~ 2011년 8월 10일)
- V 보이스 키즈  (2013년 1월 4일 ~ 2013년 2월 1일)
- V 비틀즈코드  HD (2010년 8월 12일 ~ 2011년 12월 29일)
- V 비틀즈코드 시즌 2  HD (2012년 3월 8일 ~ 2013년 10월 14일)
- V 비틀즈코드 시즌 3D  HD (2013년 12월 24일 ~ 2014년 5월 6일)
- V 밴드 정무문  (2010년 9월 6일 ~ 2010년 10월 25일)
- V 비키니 하우스  (2007년 6월 4일 ~ 2007년 11월 2일)
- V 빌드업 : 보컬 보이그룹 서바이벌  (2024년 1월 26일 ~ 2024년 3월 29일)
- V 밥퍼스  (2008년 2월 21일 ~ 2008년 5월 1일)
- V 배틀신화  (2005년 5월 1일 ~ 2005년 11월 11일)
- V 베이비달링여보  (2007년 3월 8일 ~ 2007년 5월 31일)
- V 빤따스틱 핫바디  (2007년 7월 27일 ~ 2007년 8월 24일)
- V 보이즈 플래닛  (2023년 2월 2일 ~ 2023년 4월 20일)

## ㅅ
- V 썸바디  (2018년 11월 23일 ~ 2019년 2월 8일)
- V 썸바디 2  (2019년 10월 18일 ~ 2019년 12월 20일)
- DR 성교육닷컴  (2006년 3월 24일 ~ 2006년 6월 30일)
- M 쇼큐멘터리 더쇼  (2004년 7월 23일 ~ 2006년 9월 8일))
- M 신동엽의 톡킹 18금  (2006년 7월 28일 ~ 2007년 1월 26일))
- M 생생도시락쇼 (2000년)
- M 사이버 뮤직몰 (2000년)
- M 신해철의 사이버 뮤직 스페이스 (1996년 ~ 1998년)
- M 씨네카페  (1998년 ~ 2003년)
- MDO 스타앨범  (1999년 ~ 2002년 12월 23일)
- M 씽씽팝스 (1999년 ~ 2000년)
- M 스타 리퀘스트
- M 스타 Vj 쇼  (1995년 / 2000년 ~ 2003년)
- M 씨네 뮤직  (2003년)
- MV 싱스트리트  HD (2016년 10월 26일 ~ 2016년 12월 14일))
- M 스튜디오 2000 (1995년)
- M School of 樂 1  (2004년 7월 22일 ~ 2004년 9월 23일)
- M School of 樂 2  (2006년 7월 24일 ~ 2008년 7월 24일), (2008년 10월 15일 ~ 2008년 12월 17일)
- M 소년소녀 가요백서 ,  (2007년 11월 15일 ~ 2010년 2월 26일)
- M 씽씽가요  (2000년 ~ 2007년) [Non-Stop]
- M 스트레이 키즈 HD (2017년 10월 17일 ~ 2017년 12월 19일)
- MV 쇼미더머니 HD (2012년 6월 22일 ~ 2012년 8월 10일)
- MV 쇼미더머니 2 HD (2013년 6월 7일 ~ 2013년 8월 2일)
- MV 쇼미더머니 3 HD (2014년 7월 3일 ~ 2014년 9월 4일)
- MV 쇼미더머니 4 HD (2015년 6월 26일 ~ 2015년 8월 28일)
- MV 쇼미더머니 5 HD (2016년 5월 13일 ~ 2016년 7월 15일)
- MV 쇼미더머니 6 HD (2017년 6월 30일 ~ 2017년 9월 1일)
- MV 쇼미더머니 777 HD (2018년 9월 7일 ~ 2018년 11월 9일)
- MV 쇼미더머니 8 HD (2019년 7월 26일 ~ 2019년 9월 27일)
- MV 쇼미더머니 9 HD (2020년 10월 16일 ~ 2020년 12월 18일)
- MV 쇼미더머니 10 HD (2021년 10월 1일 ~ 2021년 12월 3일)
- V 슈퍼스타K  (2009년 7월 24일 ~ 2009년 10월 9일)
- V 슈퍼스타K 2  (2010년 7월 23일 ~ 2010년 10월 22일)
- V 슈퍼스타K 3  (2011년 8월 12일 ~ 2011년 11월 11일)
- V 슈퍼스타K 4 HD (2012년 8월 17일 ~ 2012년 11월 23일)
- V 슈퍼스타K 5 HD (2013년 8월 9일 ~ 2013년 11월 15일)
- V 슈퍼스타K 6 HD (2014년 8월 22일 ~ 2014년 11월 21일)
- V 슈퍼스타K 7 HD (2015년 8월 20일 ~ 2015년 11월 19일)
- V 슈퍼스타K 2016 HD (2016년 9월 22일 ~ 2016년 12월 8일)
- V 슈퍼스타K6 B-SIDE  HD  (2014년 11월 28일 ~ 2015년 1월 2일)
- V 슈퍼스타K BEFORE & AFTER  HD (2015년 1월 1일)
- V 슈퍼스타K PLAY 100  HD (2014년 8월 18일 ~ 2014년 8월 22일)
- V 슈퍼 히트 HD (2013년 11월 29일 ~ 2013년 12월 20일)
- V 슈퍼 인턴 HD (2019년 1월 10일 ~2019년 3월 14일)
- V 스타야 (2000년)
- V 스타넷 (2000년)
- V 싱어게임  HD (2014년 7월 24일 ~ 2014년 8월 13일)
- V 스탠바이 I.O.I HD  (2016년 4월 22일 ~ 2016년 4월 29일)
- V 세레나데 대작전  HD (2011년 6월 16일 ~ 2012년 3월 14일)
- V 스타에게도 과거는 있다  (2008년 7월 30일 ~ 2008년 10월 15일)
- V 샤이니의 연하남  (2008년 7월 30일 ~ 2008년 10월 15일)
- V 솔비의 아이스 프린세스  (2009년 4월 30일 ~ 2009년 7월 30일)
- V 소녀 학교에 가다 2007년 7월 27일 ~ 2007년 9월 21일)
- V 서인영의 카이스트  (2008년 3월 21일 ~ 2008년 6월 5일)
- V 서인영의 신상친구  (2009년 5월 14일 ~ 2009년 7월 30일)
- V 소녀시대의 팩토리 걸  (2008년 10월 8일 ~ 2008년 12월 17일)
- V 슈퍼스타 K 끝나지 않는 이야기
- V 슈퍼스타 K 고수
- V 슈퍼투어  HD (2012년 5월 25일 ~ 2012년 8월 10일)
- V 슈퍼 아이돌 차트쇼  HD (2014년 1월 31일 ~ 2015년 2월 13일)
- V 슈퍼스타K 4ever 스페셜 트랙  HD (2012년 12월 21일 ~ 2013년 2월 8일)
- V 서바이벌 모모랜드를 찾아서  HD (2016년 7월 22일 ~ 2016년 9월 16일)
- V 소년24 HD (2016년 6월 18일 ~ 2016년 8월 6일)
- V 식스틴 HD (2015년 5월 5일 ~ 2015년 7월 7일)
- V 신양남자쇼  HD (2017년 2월 23일 ~ 2017년 4월 13일)

## ㅇ
- M 우리멋 우리노래 (1995년)
- M 음악요일 (1997년 ~ 1998년)
- M 아침의 음악살롱 MOD (1999년 ~ 2000년)
- M 아이즈원 #StyleVlog in LA (2019년 9월 26일 ~ 2019년 9월 26일)
- M 음밥  (2010년 3월 8일 ~ 2010년 7월 30일)
- M 와이드 연예뉴스 ,  HD (1995년 / 2003년 7월 15일 ~ 2014년 8월 25일)
- M 여기는 가요발전소 (1995년 ~ 1999년)
- M 우리들의 스타  (2000년 ~ 2002년)
- M 야시클럽  (2001년 ~ 2002년)
- M 엠넷 영상 음악 대상 (1999년 11월 27일)
- M 엠넷 뮤직 비디오 페스티벌  (2000년 11월 24일 ~ 2003년 11월 27일)
- M 엠넷 KM 뮤직 페스티벌(MKMF)  (2004년 12월 4일 ~ 2008년 11월 15일)
- M 엠넷 아시안 뮤직 어워드 HD (2009년 11월 21일 ~ 2017년 11월 25일)
- M 에버글로우 LAND  (2019년 8월 13일 ~ 2019년 9월 10일)
- M 엠 사운드플렉스  (2011년 2월 26일 ~ 2011년 9월 28일)
- M 엠넷 팝 27 ,  (1995년 ~ 1999년 / 2001년 ~ 2003년)
- M 엠넷 홈콘서트(1995년)
- M 엠넷 월드뮤직 (1995년)
- M 엠넷 투데이
- M 엠넷 스페셜 (1995년) ~ 1996년)
- M 엠넷 라디오  (2010년 3월 1일 ~ 2010년 6월 30일)
- M 엠카운트다운  → HD (2004년 7월 22일 ~ 방영중)
- M 엔터 (1998년)
- M 안녕하세요 Mnet 입니다 (1997년)
- M 엠카운트다운 비긴즈  HD (2014년 4월 17일 ~ 2015년 1월 29일)
- M 아메리칸 뮤직 어워드 HD (2017년 11월 20일)
- M 음악통신 (1998년) [Non-Stop]
- M 음악시 신청동 27번지  (1997년 ~ 2004년) [Non-Stop]
- M 윤도현의 Must HD (2011년 7월 5일 ~ 2013년 5월 14일)
- V 오디션 대작전  (2003년 ~ 2004년)
- V 월간 라이브 커넥션  HD (2015년 10월 7일 ~ 2015년 10월 28일)
- V 언프리티 랩스타 HD (2015년 1월 29일 ~ 2015년 3월 27일)
- V 언프리티 랩스타 2 HD (2015년 9월 11일 ~ 2015년 11월 13일)
- V 언프리티 랩스타 3 HD (2016년 7월 29일 ~ 2016년 9월 30일)
- V 우주 LIKE 소녀  HD (2016년 6월 9일 ~2016년 7월 28일)
- V 야만TV HD (2015년 1월 5일 ~ 2015년 6월 29일)
- V 엔터테이너스 HD (2014년 7월 31일 ~ 2014년 9월 4일)
- V 엠픽 ,  (2004년 7월 28일 ~ 2007년 9월 27일)
- V 음담패설  HD (2014년 3월 19일 ~ 2014년 8월 28일)
- V 아메리칸 허슬라이프  (2014년 7월 24일 ~ 2014년 9월 11일)
- V 이미지 파이터 2013
- V 인피니트 당신은나의오빠  (2010년 4월 12일 ~ 2010년 5월 31일)
- V 원더 베이커리  (2008년 11월 5일 ~ 2008년 12월 24일)
- VQ 음악 퀴즈 쇼 난 알아 YO!  (2009년 3월 20일 ~ 2009년 5월 15일)
- V 음악의 신 HD  (2012년 4월 18일 ~ 2012년 7월 11일)
- V 음악의 신 2 HD  (2016년 5월 5일 ~ 2016년 7월 7일)
- V 인피니트 서열왕  (2012년 5월 23일 ~ 2012년 8월 29일)
- V 유세윤의 Art Video  (2012년 6월 5일 ~ 2012년 8월 21일)
- V 이적쇼 방송의 적 HD (2013년 5월 29일 ~ 2013년 8월 14일)
- V 열혈남아  (2008년 1월 25일 ~ 2008년 3월 28일)
- V 오프 더 레코드 - 효리  (2008년 2월 25일 ~ 2008년 5월 10일)
- V 아주 수상한 팬클럽  (2008년 2월 11일 ~ 2008년 3월 3일)
- V 유쾌한 니콜의 수의학개론  (2009년 11월 12일 ~ 2010년 1월 28일)
- V 아찔한 소개팅  (2006년 8월 3일 ~ 2007년 1월 11일)
- V 아찔한 소개팅 시즌 2  (2007년 2월 1일 ~ 2007년 5월 3일)
- V 아찔한 소개팅 시즌 3  (2007년 6월 21일 ~ 2007년 9월 6일)
- V 아찔한 소개팅 시즌 4  (2007년 10월 25일 ~ 2008년 3월 13일)
- V 아메리칸 허슬라이프  HD (2014년 7월 24일 ~ 2014년 9월 11일)
- V 아이돌 챠트쇼  (2011년 4월 13일 ~ 2011년 11월 2일)
- V 위키드 HD (2016년 2월 18일 ~ 2016년 4월 7일)
- V 아주 수상한 캐스팅  Check It girl  (2008년 3월 17일 ~ 2008년 5월 5일)
- V 아주 수상한 캐스팅  Check It girl 2  (2008년 9월 30일 ~ 2008년 11월 13일)
- V 양남자쇼 HD (2016년 11월 17일 ~ 2016년 12월 29일)
- V 유리의 동거녀  (2005년 7월 28일 ~ 2006년 1월 20일)
- V 에픽하이의 연애&망상  (2005년 11월 18일 ~ 2006년 3월 3일)
- V 에이티즈 트레저 필름  (2019년 9월 25일 ~ 2019년10월 9일)
- V 위키 소년24  HD (2017년 2월 24일 ~ 2017년 3월 4일)
- V 에IF릴 HD (2017년 4월 4일 ~  2017년 5월 2일)
- V 아이돌학교 HD (2017년 7월 13일 ~ 2017년 9월 29일)
- V 아이돌리티  HD (2017년 12월 13일)
- V 애니모션  (2005년 5월 5일 ~ 2005년 7월 21일)
- V 아이즈원츄  (2020년 9월 23일 ~ 2020년 9월 30일)

## ㅈ
- M 젊음이 있는 곳에 (1995년 ~ 1998년)
- M 짱가짱가  (2000년 ~ 2001년) [Non-Stop]
- V 정용화의 홀로그램  HD (2015년 1월 22일 ~ 2015년 2월 12일)
- V 재용이의 순결한 19 / 재용이의 더 순결한 19  (2006년 2월 22일 ~ 2008년 4월 30일)
- V 제국의 아이들 리턴즈  (2009년 10월 19일 ~ 2009년 11월 23일)
- V 전진의 여고생 4  (2008년 8월 6일 ~ 2008년 10월 29일)
- V 잘봐줘 JBJ  (2017년 9월 28일 ~ 2017년 11월 2일)
- V 지금부터 베리베리 해  (2018년 9월 21일 ~ 2018년 11월 9일)

## ㅊ
- V 찾았다 스트레이 키즈 HD (2019년 3월 20일 ~ 2019년 5월 1일)
- DR 칠전팔기 구해라 HD (2015년 1월 9일 ~ 2015년 3월 27일)
- V 총각 연애하다  (2008년 11월 1일 ~ 2009년 2월 26일)
- V 춤추는 용형동제  (2008년 8월 7일 ~ 2008년 11월 21일)
- V CSI 청소년 고민수사대  (2009년 12월 21일 ~ 2010년 2월 1일)
- V 추락천사 제니 (2006년 10월 8일 ~ 2006년 10월 22일)

## ㅋ
- M 클릭 음악세상 (1999년 ~ 2000년)
- V 카라 베이커리  (2009년 11월 25일 ~ 2010년 1월 13일)
- V 크레이지 트럭  (2005년 5월 5일 ~ 2005년 8월 2일)
- Q 퀴즈 무법지대 (1997년)
- QM 퀴즈콜  (2002년 ~ 2003년)
- QM 퀴즈플러스  (2003년)
- M 퀸덤(Queendom) (2019년 8월 29일 ~ 10월 31일)
- M《로드 투 킹덤》 (2020년 4월 30일 ~ 2020년 6월 18일)
- M《로드 투 킹덤 2》 (2024년 9월 ~ 방송예정)
- M《킹덤: 레전더리 워》 (2021년 4월 1일 ~ 2021년 6월 3일)
- M《캡틴》 (2020년 11월 19일 ~ 2021년 1월 21일)
- M《케플러너》 (2023년 3월 28일 ~ 2023년 4월 4일)

## ㅌ
- MQ 텔레퀴즈쇼 (1999년 ~ 2000년)
- M 특집 School of 樂
- M 테마논스톱 Mega Hit  (2004년 ~ 2006년) [Non-Stop]
- V 틴틴I (2000년)
- V 트렌드 리포트 Feel  (2006년 4월 3일 ~ 2006년 12월 29일)
- V 트렌드 리포트 Feel 2  (2007년 1월 1일 ~ 2007년 12월 25일)
- V 트렌드 리포트 Feel 3  (2009년 1월 6일 ~ 2009년 6월 30일)
- V 트렌드 리포트 Feel 4  (2009년 9월 29일 ~ 2010년 3월 9일)
- V Pre-트렌드 리포트 필  (2010년 3월 18일 ~ 2010년 4월 8일)
- V 트렌드 리포트 Feel 5  (2010년 4월 15일 ~ 2010년 9월 29일)
- V 트렌드 리포트 Feel 6  (2010년 12월 1일 ~ 2011년 2월 23일)
- V 트로트 엑스  (2014년 3월 21일 ~ 2014년 6월 6일)
- V 텐트 인 더 시티  (2010년 8월 17일 ~ 2010년 11월 2일)
- V 트와이스의 우아한 사생활 HD  (2016년 3월 1일 ~ 2016년 4월 19일)

## ㅍ
- M 팝스 파노라마  (1999년 ~ 2004년 7월 16일)
- M 팝스앨범  (2001년 ~ 2002년)
- M 프라임 콘서트 (1997년 ~ 2004년)
- MQ 파워 업 텔레퀴즈쇼 (2000년)
- MQ 퓨전 텔레퀴즈 쇼  (2000년 ~ 2001년)
- VM PRODUCE 101 HD (2016년 1월 22일 ~ 2016년 4월 1일)
- VM 프로듀스 101 2 HD (2017년 4월 8일 ~ 2017년 6월 16일)
- VM 프로듀스 48 (2018년 6월 15일 ~ 2018년 8월 31일)
- VM 프로듀스 엑스 101 (2019년 5월 3일 ~ 2019년 7월 19일)
- VM 판스틸러 - 국악의 역습  HD (2016년 10월 14일 ~ 2016년 12월 9일)
- VM 프로젝트 S: 악마의 재능기부 HD (2017년 9월 14일 ~ 2017년 11월 23일)
- V 폰 2 펀 놀자  (2005년 5월 3일 ~ 2005년 7월 20일)
- V fromis_의 방  HD (2017년 10월 26일 ~ 2017년 11월 23일)
- V 펜타곤 메이커 HD  (2016년 5월 17일 ~ 2016년 7월 19일)

## ㅎ
- DR 홈스윗홈  (2005년 1월 10일 ~ 2005년 5월 24일)
- M 휘성의 Pre Star 1show  (2009년 4월 24일 ~ 2009년 8월 21일)
- M 핫라인 2727 (1997년 ~ 1999년)
- M 핫라인 스쿨  (1999년 ~ 2003년)
- M 헬로우 쳇  (2005년 1월 3일 ~ 2006년 9월 7일)
- M 해피투게더  (2000년 ~ 2003년) [Non-Stop]
- M 핫클립 다이제스트 [Non-Stop]
- V 헤드라이너  HD (2015년 9월 8일 ~ 2015년 10월 13일)
- V 헐리웃 파파라치
- V 하트어택  HD (2015년 4월 24일 ~ 2015년 8월 28일)
- V 힛 더 스테이지 HD  (2016년 7월 27일 ~ 2016년 9월 28일)

## 숫자
- V 10大스타  2005년 1월 5일 ~ 2005년 3월 16일)
- V 3PM NEWS
- V 100%  (2006년 4월 25일 ~ 2006년 6월 27일)
- V 100초전[戰]  HD (2014년 5월 20일 ~ 2014년 6월 26일)
- V 2014 나도 별 Idol Battle  HD (2014년 1월 16일 ~ 2014년 2월 20일)
- V 2NE1 TV  (2009년 7월 2일 ~ 2009년 9월 15일)
- V 2NE1 TV 시즌2  (2010년 9월 14일 ~ 2010년 11월 16일)
- V 2NE1 TV Live : World Wide  (2011년 7월 19일 ~ 2011년 9월 20일)
- V 2PM의  Wild Bunny  (2009년 7월 21일 ~ 2009년 9월 1일)
- V 20's Choice HD (2007년 8월 21일 ~ 2013년 7월 18일)
- V 2017 울림PICK HD (2017년 5월 30일 ~ 2017년 7월 18일)
- V 3일 밤의 잠재적 로맨스 내 사람 친구의 연애 HD (2017년 8월 8일 ~ 2017년 10월 10일)

## 영문
- M After School of 樂  (2005년 4월 4일 ~ 2006년 7월 12일)
- M A-Live  (2010년 3월 22일 ~ 2010년 12월 20일)
- V B1A4의 깨알플레이어 HD (2012년 2월 3일 ~ 2012년 3월 30일)
- V Band Of Brothers  (2008년 10월 25일 ~ 2009년 1월 23일)
- M Boom The K Pop HD (2011년 7월 15일 ~ 2012년 3월 28일)
- V BOYNEXTDOOR TONI3HT (2024년 4월 15일 ~ 2024년 4월 15일)
- M Beautiful Mint Life  (2009년 4월 24일 ~ 2009년 9월 25일)
- M Club Mnet (1995년 ~ 1999년)
- M Club 19 (2000년)
- V CLUB NEXZ (2024년 4월 10일 ~ 2024년 5월 15일)
- V CNBLUETORY (2010년 2월 10일 ~ 2010년 2월 10일)
- V ch27. 알부라리  2008년 3월 14일 ~ 2008년 5월 31일)
- M Countdown POP  (2004년 ~ 2005년)
- M COMEBACK IZ*ONE BLOOM*IZ  (2020년 2월 17일 ~ 2020년 2월 17일)
- M Daily Music Talk  HD (2014년 ~ 방영중) [Non-Stop]
- M Dr.M (1997년 ~ 1998년)
- V d.o.b : Dance or Band HD (2016년 5월 11일 ~ 2016년 6월 29일)
- V Dodaeng's Diary in LA HD   (2017년 4월 12일 ~ 2017년 5월 17일)
- V EoO 90:2014 HD (2014년 8월 15일 ~ 2014년 10월 31일)
- M Guess What  HD [Non-Stop]
- V GOT7의 하드캐리  HD (2016년 10월 26일 ~ 2016년 12월 14일)
- V GOT7의 하드캐리 2  HD (2018년 9월 26일 ~ 2018년 10월 24일)
- V GOT7 COMEBACK SHOW [Present : YOU]  HD (2018년 9월 17일 )
- V GOT7의 HARD CARRY 2.5  HD (2019년 11월 13일 ~ 2019년 11월 27일)
- M Go Mnet Go (1995년 10월 ~ 1998년)
- M Girls Planet 999 HD (2021년 8월 6일 ~ 2021년 10월 22일)
- M Hiphop The Vibe  (2000년 ~ 2004년)
- V IVY Back  (2009년 10월 27일 ~ 2010년 1월 13일)
- V I'm Your Lolligirl  (2010년 3월 22일 ~ 2010년 4월 12일)
- V IZ*ONE CHU  (2018년 10월 25일 ~ 2018년 11월 15일)
- V ILLIT : I'LL (SHOW) IT  (2024년 3월 25일 ~ 2024년 3월 25일)
- M Jpop Wave ,  (2004년 2월 16일 ~ 2010년 1월 30일)
- M Just Live  (2003년 7월 27일 ~ 2004년)
- M Legend 100 Song HD
- M Live N Live (1998년 ~ 1999년)
- M Live Fest (2005년 3월 8일 ~ 2006년 8월 17일)
- M Live Stage AURA  (2010년 3월 21일 ~ 2010년 6월 20일)
- M Live on M  HD (2013년 ~ 방영중) [Non-Stop]
- M Live On   HD (2002년 ~ 2013년) [Non-Stop]
- M Live M  (2001년 ~ 2002년) [Non-Stop]
- M Mnet Popcon  (2010년 2월 21일 ~ 2010년 9월 5일)
- M Mnet PRIME SHOW  (2023년 3월 29일 ~ 2023년 3월 29일)
- V Mnet Scandal  (2009년 5월 6일 ~ 2010년 11월 10일)
- M Mnet Daily Fresh HD    (2005년 ~ 2012년) [Non-Stop]
- M Mnet Music Makes Me High   (2005년 ~ 2007년) [Non-Stop]
- M Mnet Music Twit HD [Non-Stop]
- M Mnet Weekly Fresh  (2005년 ~ 2007년) [Non-Stop]
- M Mnet Weekly Best  (2005년 ~ 2007년) [Non-Stop]
- M Mnet Chart top 50  (2003년 ~ 2004년) [Non-Stop]
- MS Mnet News (? ~ 1998년)
- F Mnet Movie Time
- M Music Mant
- M Music Theater 5.1  (2005년 ~ 2006년) [Non-Stop]
- M Music On Demand (MOD) (1997년 ~ 1999년)
- M Music X Curation  HD (2017년 ~ 방영중) [Non-Stop]
- M Music With Coffee  (2003년 ~ 2004년) [Non-Stop]
- M Music O`clock  (2006년 ~ 2010년) [Non-Stop]
- M Music Express HD   (2001년 ~ 방영중) [Non-Stop]
- V M Story   (2005년 1월 4일 ~ 2011년 7월 8일)
- M M Root  (2011년 3월 3일 ~ 2011년 6월 29일)
- M M Super Concert   HD (2006년 1월 6일 ~ 2016년 7월 10일)
- M M Rookies  (2010년 6월 30일 ~ 2011년 3월 30일)
- M M Countdown NonStop  HD [Non-Stop]
- M M Morning HD [Non-Stop]
- M MUST HD (2013년 10월 30일 ~ 2013년 12월 18일)
- M MUST 밴드의 시대 HD (2013년 5월 21일 ~ 2013년 7월 16일)
- M MPD's MVP  HD
- M Mix & Remix (1998년)
- V Mic  (2011년 8월 26일 ~ 2012년 1월 29일)
- V MBLAQ 작업의 정석 (2009년 11월 4일 ~ 2009년 12월 2일)
- V MIX & MATCH HD   (2014년 9월 11일 ~ 2014년 11월 6일)
- M MPD Music Talk HD
- V Made In Wonder Girls  (2010년 7월 30일 ~ 2010년 10월 1일)
- M MV On Demand  [Non-Stop]
- M MY ARTi FILM (마이 아티 필름) (2024년 7월 30일 ~ 방송중)
- V No Mercy  (2014년 12월 10일 ~ 2015년 2월 11일)
- MVNU'EST Comeback Show The Nocturne  (2020년 5월 11일)
- V N세대 Freezone (2000년)
- MS OneStop News
- V ONE DREAM.TXT   (2019년 6월 27일 ~ 2019년 8월 22일)
- M OnlyOneOf 연애잠금해제  (2019년 10월 1일 ~ 11월 19일)
- M Paris et ITZY   (2020년 1월 21일 ~ 2020년 2월 18일)
- M Pop Zone  [Non-Stop]
- M Pop Magazine  (2004년 7월 19일 ~ 2010년 1월 29일)
- M Primiere Star
- M PREMIERE SHOWCASE (2019년 1월 9일 ~ 방송중)
- M POP-Japan TV  (2004년 ~ 2005년)
- V Queen of Beer
- V Re-Action  (2010년 5월 29일 ~ 2010년 6월 19일)
- V Star Watch  (2006년 7월 28일 ~ 2008년 3월 28일)
- M Sunny Sunday  (2005년 ~ 2008년) [Non-Stop]
- V Street Dance Battle  (2009년 7월 1일 ~ 2009년 7월 22일)
- V SS501 미국 점령기
- V SS501의 SOS
- V SS501의 스토커
- M Show King M  (2000년 9월 7일 ~ 2004년)
- V S Body (2009년 8월 19일 ~ 2009년 10월 6일)
- V S Body 2  (2010년 2월 25일 ~ 2010년 3월 27일)
- M Ten Of The Best
- M Tnt Revolution (1999년)
- M True Music by  (2012년 5월 18일 ~ 2012년 12월 17일)
- M Take 1  (2008년 8월 7일 ~ 2008년 12월 19일)
- M The Memory of M!COUNTDOWN
- V THE PUB  (2010년 4월 26일 ~ 2010년 7월 16일)
- V TOP 헤어스타
- M Time To Rock / Time To Rock 99  (1997년 ~ 2004년 Mnet, 2004년 ~ 2005년 KM / 2009년 7월 12일 ~ 2010년 10월 30일)
- M TOMORROW X TOGETHER Debut Celebration Show  (2019년 3월 4일)
- M TOMORROW X TOGETHER Welcome Back Show  (2019년 10월 21일)
- M TOMORROW X TOGETHER Comeback Show  (2020년 5월 18일)
- M To Be World Klass  (2019년 10월 4일 ~ 12월 6일)
- V TMI NEWS  (2019년 4월 25일 ~ 2022년 9월 28일)
- V TWS DEBUT SHOW : TWS 이렇게 만나서 반가워  (2024년 1월 22일 ~ 2024년 1월 22일)
- V TWS 있잖아 오늘부터  (2024년 6월 24일 ~ 2024년 6월 24일)
- V UV Syndrome  (2010년 7월 14일 ~ 2010년 9월 8일)
- V UV Syndrome 비긴즈  (2011년 3월 22일 ~ 2011년 5월 17일)
- M vibe nite  (2004년 7월 21일 ~ 2007년 1월 27일)
- M vol. TEN HD  (2012년 5월 7일 ~ 2012년 11월 16일)
- M What's Next  [Non-Stop]
- MV What's Up Jerome ,  (2001년 ~ 2002년)
- MV What's Up Yo  (2002년 ~ 2003년)
- M What's Up Star  (2004년 ~ 2005년)
- M Wake Up   (2003년 ~ 2004년) / (2005년 ~ 2012년) [Non-Stop]
- V Wanna One Go HD (2017년 8월 3일 ~ 2017년 8월 10일)
- V Wanna One Go : ZERO BASE HD (2017년 11월 3일 ~ 2017년 12월 29일)
- V welcome 2 HOUSE HD (2021년 4월 27일 ~ 2021년 6월 1일)
- V WORLD OF ARrC HD (2024년 7월 17일 ~ 2024년 8월 14일)
- V X1 FLASH HD (2019년 8월 22일 ~ 2019년 8월 29일)
- V X or GO HD (2024년 1월 3일 ~ 2024년 1월 31일)
- V You can fly!  (2008년 5월 30일 ~ 2009년 8월 13일)